# Sgùrr
Sgùrr je šesti studijski album mađarskog avangardnog metal sastava Thy Catafalque. Album je 16. listopada 2016. godine objavila diskografska kuća Season of Mist.

## Popis pjesama
| 1.    | »Zúgó«                                          | 0:19  |
| 2.    | »Alföldi kozmosz« (instrumental)                | 4:15  |
| 3.    | »Oldódó formák a halál titokzatos birodalmában« | 15:21 |
| 4.    | »A hajnal kék kapuja« (instrumental)            | 2:43  |
| 5.    | »Élő lény«                                      | 4:43  |
| 6.    | »Jura«                                          | 2:48  |
| 7.    | »Sgùrr Eilde Mòr«                               | 16:02 |
| 8.    | »Keringő« (instrumental)                        | 5:00  |
| 9.    | »Zúgó«                                          | 0:26  |
| 51:37 |                                                 |       |

## Zasluge
Thy Catafalque
- Tamás Kátai – vokali, gitara, bas-gitara, klavijature, semplovi, programiranje, fotografija, omot albuma

Dodatni glazbenici
- Dimitris Papageorgiou – violina (na pjesmama 2 i 8)
- Balázs Hermann – kontrabas (na pjesmi 8)
- Zoltán Kónya – dodatni vokali (na pjesmi 3)
- Ágnes Sipos – sopran (na pjesmi 9)
- Viktória Varga – naracija (na pjesmama 1 i 3)

Ostalo osoblje
- Ken Sorceron – mastering
- Dylan Kitchener – fotografija